# توميساتو (تشيبا)
مدينة توميساتو، (بالإنجليزية: Tomisato)‏ هي إحدى المدن التابعة لولاية تشيبا. تأسست رسميًا في أبريل عام 2002م. ويقدر عدد سكانها بـ 51590 نسمة حسب تقدير مكتب الإحصاء الياباني لعام 2012. تبلغ مساحة توميساتو 53.91 كم2. بكثافة سكانية تبلغ 957 نسمة/كم2.

## توأمة
لتوميساتو (تشيبا) اتفاقيات توأمة مع:
- أكي